# Alken (kulbrinte)
 For alternative betydninger, se Alken. (Se også artikler, som begynder med Alken)
Alkener er umættede kulbrinter der indeholder en carbon-carbon dobbeltbinding. Simpleste eksempler er ethen og propen. Alkener benyttes i industrien især til fremstilling af plast, for eksempel polyethylen, polystyren og polyvinylklorid (PVC). Inden for den organiske kemi bruges betegnelsen om dobbeltbindingen som en funktionel gruppe.
Standardformlen for alkenerne er CnH2·n